# Бєнкунські
Бєнку́нські (Бєнькуньські, пол. Bieńkuński) — польський герб, різновид герба Байбуза.

## Опис герба
Опис згідно з класичними правилами бланзування: в червоному полі срібна стріла в стовп вістрям донизу, що впирається у голову змії, яка обвита на стрілі. Намет червоний, підбитий сріблом.

## Найбільш ранні згадки
Герб родини, що походила з Бєн(ь)кунь (пол. Bieńkunie) у Троцькому воєводстві. Під 1755 роком згадується Михайло (Міхал) Бєнкунський, мостовничий Ошмян.

## Власники
Бєнкунські (Bieńkuński).